# 九天大濮史錄

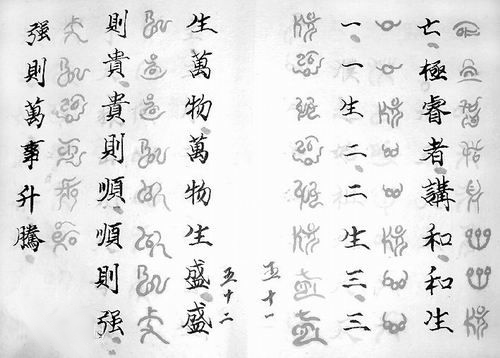
所謂的“古書”《九天大濮史錄》

《九天大濮史錄》是指2009年突然見諸《光明日報》等多家中国大陆主流媒體報導的，據稱是貴州省仡佬學會付爾光等人在黔北一李姓仡佬族家裏發現的一本用“仡佬文”和漢文對照書寫的記載仡佬族歷史的古籍。發現地點有務川、湘西某地、黔北某地等多種說法，原藏家不詳。一般被認爲是當代偽作，偽造者可能是景亭湖。

## 來歷
據稱來源於黔北一李姓仡佬族家中所藏。該李姓仡佬族自稱是宋朝時蠻王李文通的後代。而實際上有人指出，早在2007年，景亭湖即已向图书《仡佬百年实录》的编辑部反映希望選取此書內容，可知實際上最初的擁有者是景亭湖而非某李姓仡佬族。

## 本書概況
據稱是宋朝韓侂胄所著，敘仡佬族起源及至辛棄疾打李文通事。有6000餘字，“仡佬文”用朱砂書寫，漢文用黑墨書寫。所用紙並非過去常用之皮紙，而是今日市場流行之毛邊紙，紙很薄脆，無法保留折頁形態，因此是粘爲雙面紙的形態。所謂的朱砂實際僅爲紅色墨水。

## 造假爭論
- 發現地有三種說法，自稱爲李文通後代的收藏人始終不曾真正露面。
- 材料製作上：紙質不似古紙，所用墨水不似真正朱砂。
- 文字形態：

1. “仡佬文”形態明顯有模仿甲骨文、彝文、東巴文等的痕跡。
2. 行文中，“仡佬文”與漢字一一對應。而實際上仡佬語語序與漢語有一定差異（如定語後置），無法做到一一對應。
3. 漢文中，大量使用簡化字，比例比一般古籍中的俗字比例明顯偏高。

- 文字內容：

1. 漢文的文言文內容中，存在大量並不符合文言規範的語句，似現代未接受文言教育之人摹古，如：“蛮王不降，杀十仡，蛮王急也，疾击鼓不到五十，即从大猿山跳入洪渡河不见。”
2. “仡佬文”與漢文一一對應，並不符合仡佬語語法。
3. 裏面出現很多出現在其自稱成書年代宋朝之後的地名，如“洪渡河”。宋朝時稱“洪杜”。
4. 書中幾乎見不到宋時地方建制地名，如播州、思州等。
5. 書中對仡佬族在地方誌中記載的傳統分佈地域以及一般所認為的仡佬族祖先夜郎的居住地完全沒有敘述，如鱼互、鳖方、龟方、鬼方、牂牁等都不見於該書。而其所稱之仡佬族核心居住地倒是和20世紀80年代民族成份恢復之後的仡佬族自治縣所在地域一致（在務川烏江下游洪渡河等地）。
6. 書中直呼“夏商周”：“夏、商、周，诸多明主与仡佬先民结盟”。而實際上，在宋代古籍中均無夏商周連用之說法，而是稱“三代”。
7. 其所敘“辛棄疾打李文通”不見於其他任何史料記載。
8. 該書漢文部份假託作者韓侂胄爲南宋初期著名政治人物，官至知閣門事，而在該書的漢文部份中不僅行文幼稚無有宋風，並且稱“仡佬”爲“大濮”，全書皆無貶義（而實際上仡佬過去常被蔑稱爲“犵狫”），似無可能。

- 與仡佬語地區口傳古歌抵牾：

1. 貴州西部仡佬語地區——六沖河畔的下壩村有口傳仡佬語古歌《敘根由》[5]，其中並未提到仡佬族是由烏江下游地區發展而來。而且其關於人類起源的內容“阿仰兄妹製人煙”[6]，也和本書记载“仡之先民源于九天天主，九天天主生于务之大猿山九天母石。天主洪渡河降怪，大猿山剥怪兽皮，取人肉酱，注天主血，制人烟始，称仡佬先民为天之子，人中精，天赐朱砂水银，酒、茶、铜、铁、焰火”完全不同。

### 反对造假的观点
- 貴州仡佬學會對於各界致函表示該書爲造假的觀點拒不承認，沒有回應。